# M10 (route russe)
Pour les articles homonymes, voir M10.
La route fédérale M10 (surnommée « Russie», Россия) est une importante voie de communication routière de Russie qui relie Moscou à Saint-Pétersbourg. Elle est poursuivie par l'A181 jusqu'à la Finlande.

## Description
La Magistrale M10 a une longueur de 872 kilomètres.
La M10 débute après la ceinture périphérique MKAD de Moscou et dessert l'Aéroport international Cheremetievo.
Cet axe routier, en partie de type autoroutier, traverse d'abord l'oblast de Moscou et les villes de Solnetchnogorsk et Kline.
Elle entre ensuite dans l'Oblast de Tver et les villes de Konakovo, Tver, Torjok, Vychni Volotchek et Bologoïe.
La route pénètre ensuite dans l'Oblast de Novgorod et les villes de Valdaï, Novgorod et Tchoudovo.
La M10 poursuit son parcours dans l'Oblast de Léningrad et les villes de Liouban, Tosno, Kolpino où il y a un embranchement avec l'autoroute M11, Saint-Pétersbourg et Vyborg.
La route Magistrale M10 constitue la partie orientale de la Route européenne 105 entre Moscou et Saint-Pétersbourg et la partie septentrionale de Route européenne 18 pour le tronçon entre Saint-Pétersbourg et la Finlande.
Elle est doublée depuis fin 2014 par l'autoroute Moscou-Saint-Pétersbourg.

## Histoire
Durant la Grande Guerre patriotique la route fut l'objet de violents combats entre les forces allemandes et les forces soviétiques assiégées dans Léningrad.